# Antonio I Moncada
Antonio Moncada Abbate, conte di Adernò (... – 1415), è stato un nobile, politico e militare italiano del XIV e del XV secolo.

## Biografia
Nacque da Matteo, conte di Agosta, e dalla di lui seconda moglie Allegranza Abbate d'Arbes dei signori di Favignana. Nel 1359, il padre lo creò Conte di Adernò in base al testamento da lui redatto in quell'anno, ma del titolo ne prese possesso il 7 luglio 1393, quando ne ricevette ufficiale investitura da parte di re Martino I di Aragona al termine della lunga lite per la successione tra il Conte di Agosta e i suoi cugini Peralta, in quanto eredi di Matteo Sclafani. Nel 1368, gli fu concesso il titolo di Conte di Asaro.
Avviato alla carriera militare fin da giovane, nel 1364 fu nominato dal re Federico III di Sicilia, gonfaloniere del Regno. Per i servigi militari resi alla Corona aragonese, nel 1392 fu nominato siniscalco del Regno, investito del titolo di barone di Miserendino, e nominato governatore militare di Trapani. Tali titoli gli furono in seguito confiscati a causa della sentenza di fellonia che colpì il fratello maggiore Guglielmo Raimondo Moncada, conte di Agosta. Antonio riuscì successivamente a recuperarli grazie alla sua amicizia con il re Martino I di Sicilia, e nel 1398, gli fu concessa anche la terra di Castronovo.
Nominato comandante generale delle armi del Regno nel 1410, assieme al nipote Giovanni Moncada Alagona, andò in soccorso della regina Bianca di Navarra, vedova del Re Martino e reggente del Regno di Sicilia, assediata dalle truppe ribelli guidate da Bernardo Cabrera, Gran giustiziere del Regno. Soccorse e difese personalmente la Regina Bianca nel 1411, quando costei si trovava all'interno del Palazzo reale di Palermo.
Sposò la nipote Agata Chiaramonte Ventimiglia, figlia di Matteo conte di Modica, da cui non nacquero eredi. Morto nel 1415, quando era ancora in vita, per testamento nominò suo erede al titolo di Conte di Adernò il nipote Giovanni, figlio del fratello maggiore Guglielmo Raimondo.